# Кандаснос
Кандаснос (ісп. Candasnos) — муніципалітет в Іспанії, у складі автономної спільноти Арагон, у провінції Уеска. Населення — 419 осіб (2009).
Муніципалітет розташований на відстані близько 340 км на схід від Мадрида, 80 км на південний схід від Уески.

## Демографія
Динаміка населення (INE ):